# Britt Strandberg
Britt Marianne Strandberg (ur. 31 marca 1934 w Hennan) – szwedzka biegaczka narciarska, trzykrotna medalistka olimpijska oraz dwukrotna medalistka mistrzostw świata

## Kariera
Jej olimpijskim debiutem były igrzyska w Squaw Valley w 1960 roku. Wspólnie z Irmą Johansson i Sonją Edström zdobyła złoty medal w sztafecie 3 × 5 km. Zajęła także 10. miejsce w biegu na 10 km techniką klasyczną. Cztery lata później, podczas igrzysk olimpijskich w Innsbrucku wraz z Barbro Martinsson i Toini Gustafsson wywalczyła kolejny medal w sztafecie, tym razem srebrny. Na tych samych igrzyskach zajęła także między innymi czwarte miejsce w biegu na 10 km, przegrywając walkę o brązowy medal z reprezentantką Związku Radzieckiego Mariją Gusakową. Startowała także na igrzyskach olimpijskich w Grenoble w 1968 r., gdzie zajęła 15. miejsce zarówno w biegu na 5 jak i na 10 km. Ponadto Szwedki ze Strandberg w składzie ponownie zdobyły srebrny medal w sztafecie.
Startowała także na mistrzostwach świata w Zakopanem w 1962 oraz na mistrzostwach świata w Oslo w 1966 r. zdobywając razem z Martinsson i Gustafsson odpowiednio srebrny i brązowy medal w sztafecie 3 × 5 km.

## Osiągnięcia

### Igrzyska olimpijskie
| Miejsce | Dzień     | Rok  | Miejscowość  | Konkurencja             | Czas biegu | Strata  | Zwyciężczyni        |
| ------- | --------- | ---- | ------------ | ----------------------- | ---------- | ------- | ------------------- |
| 10.     | 20 lutego | 1960 | Squaw Valley | 10 km stylem klasycznym | 39:46,6    | +2:20,2 | Marija Gusakowa     |
| 1.      | 26 lutego | 1960 | Squaw Valley | Sztafeta 3 × 5 km       | 1:04:21,4  | –       | –                   |
| 4.      | 1 lutego  | 1964 | Innsbruck    | 10 km stylem klasycznym | 40:24,3    | +29,7   | Kławdija Bojarskich |
| 11.     | 5 lutego  | 1964 | Innsbruck    | 5 km stylem klasycznym  | 17:50,5    | +1:17,0 | Kławdija Bojarskich |
| 2.      | 7 lutego  | 1964 | Innsbruck    | Sztafeta 3 × 5 km       | 59:20,2    | +2:06,8 | ZSRR                |
| 15.     | 9 lutego  | 1968 | Grenoble     | 10 km stylem klasycznym | 36:46,5    | +2:39,2 | Toini Gustafsson    |
| 15.     | 13 lutego | 1968 | Grenoble     | 5 km stylem klasycznym  | 16:45,2    | +40,6   | Toini Gustafsson    |
| 2.      | 16 lutego | 1968 | Grenoble     | Sztafeta 3 × 5 km       | 57:30,0    | +21,0   | Norwegia            |

### Mistrzostwa świata
| Miejsce | Dzień     | Rok  | Miejscowość | Konkurencja             | Czas biegu | Strata  | Zwyciężczyni        |
| ------- | --------- | ---- | ----------- | ----------------------- | ---------- | ------- | ------------------- |
| 12.     | 19 lutego | 1962 | Zakopane    | 5 km stylem klasycznym  | 19:28,6    | +2:11,8 | Alewtina Kołczina   |
| 11.     | 21 lutego | 1962 | Zakopane    | 10 km stylem klasycznym | 39:48,2    | +3:28,3 | Alewtina Kołczina   |
| 2.      | 23 lutego | 1962 | Zakopane    | Sztafeta 3 × 5 km       | 58:08,9    | +1:19,0 | ZSRR                |
| 6.      | 25 lutego | 1966 | Oslo        | 10 km stylem klasycznym | 36:25,5    | +2:55,6 | Kławdija Bojarskich |
| 3.      | 27 lutego | 1966 | Oslo        | Sztafeta 3 × 5 km       | 56:04,2    | +1:56,5 | ZSRR                |